# ATP German Open 1974
Il German Open 1974 è stato un torneo di tennis giocato sulla terra rossa. È stata la 68ª edizione del Torneo di Amburgo, che fa parte del Commercial Union Assurance Grand Prix 1974. Si è giocato al Rothenbaum Tennis Center di Amburgo in Germania, dal 20 al 26 maggio 1974.

## Campioni

### Singolare
Eddie Dibbs ha battuto in finale  Hans-Joachim Plötz, 6–2, 6–2, 6–3.

### Doppio
Jürgen Fassbender /  Hans-Jürgen Pohmann hanno battuto in finale  Brian Gottfried /  Raúl Ramírez, 6–3, 6–4, 6–4.